# Az Árpád-vonal
Az Árpád-vonal 2018-as dokumentumfilm, melyet a korabeli helyszíneken forgattak.
A dokumentumfilm az Árpád-vonal történetéről, annak megtervezésétől, kiépítésén át egészen az 1944-es év során játszott szerepéig bezárólag mutatja be a témát. 
Az erődvonal, mely bár nem volt áttörhetetlen (például az Úz-völgyében is áttörték), döntően azért megkerülték azt a támadó szovjet csapatok, és a magyarok egyszerűen kiürítették a legtöbb erődöt. Az erődelemek építését költséghatékony módon végezték, figyelembe véve már a franciaországi háborús tapasztalatokat és Magyarország pénzügyi lehetőségeit. 
A film külön érdekessége, hogy a Hajmáskéri lőtéren lévő egykori erődelemeket is bemutatja, melyeket még az építés kapcsán készítettek lövéspróbákhoz. A film végén a II. világháborút követő időszak eseményeit ismerhetjük meg, beleértve az egykori erődök mai használatát és a turizmusban játszott szerepüket.
A film történész szakértője Mihályi Balázs. A produkciós iroda a FILM-ART Stúdió Kft. volt.

## Trailer
- https://www.youtube.com/watch?v=RFFcckdhrj8